# Cantón de Laissac
El cantón de Laissac era una división administrativa francesa, que estaba situada en el departamento de Aveyron y la región de Mediodía-Pirineos.

## Composición
El cantón estaba formado por ocho comunas:
- Bertholène
- Coussergues
- Cruéjouls
- Gaillac-d'Aveyron
- Laissac
- Palmas
- Sévérac-l'Église
- Vimenet

## Supresión del cantón de Laissac
En aplicación del Decreto n.º 2014-205 de 21 de febrero de 2014, el cantón de Laissac fue suprimido el 22 de marzo de 2015 y sus 8 comunas pasaron a formar parte del nuevo cantón de Lot y Palanges.